# Maria Teresa Motta
Maria Teresa Motta (San Remo, 19 de abril de 1963) es una deportista italiana que compitió en judo. Ganó dos medallas en el Campeonato Mundial de Judo en los años 1982 y 1984, y siete medallas en el Campeonato Europeo de Judo entre los años 1981 y 1990.
Participó en los Juegos Olímpicos de Barcelona 1992, donde finalizó decimosexta en la categoría de +72 kg.

## Palmarés internacional
| Campeonato Mundial | Campeonato Mundial  | Campeonato Mundial | Campeonato Mundial |
| Año                | Lugar               | Medalla            | Categoría          |
| ------------------ | ------------------- | ------------------ | ------------------ |
| 1982               | París (Francia)     | Medalla de bronce  | +72 kg             |
| 1984               | Viena (Austria)     | Medalla de oro     | +72 kg             |
| Campeonato Europeo |                     |                    |                    |
| Año                | Lugar               | Medalla            | Categoría          |
| 1981               | Madrid (España)     | Medalla de bronce  | Abierta            |
| 1983               | Génova (Italia)     | Medalla de oro     | +72 kg             |
| 1983               | Génova (Italia)     | Medalla de plata   | Abierta            |
| 1984               | Pirmasens (RFA)     | Medalla de plata   | Abierta            |
| 1984               | Pirmasens (RFA)     | Medalla de bronce  | +72 kg             |
| 1985               | Landskrona (Suecia) | Medalla de bronce  | +72 kg             |
| 1990               | Fráncfort (RFA)     | Medalla de bronce  | +72 kg             |